# Delflandplein
Het Delflandplein in het Amsterdamse stadsdeel Nieuw-West kreeg zijn naam op 30 maart 1960 en is genoemd naar het Delfland, een hoogheemraadschap in Zuid-Holland, grenzende aan Rijnland en Schieland.
Het plein is voetgangersgebied en ligt tussen de Rijswijkstraat, Overschiestraat, Voorburgstraat en het talud van de Ringweg-West. De eerste bouwblokken kwamen in 1961 en 1962 gereed, zij liggen aan de Overschiestraat en Rijswijkstraat en bevatten op de begane grond winkels, met ingang aan de pleinkant, en daarboven woningen en kantoren. In 1970 kwam er nog laagbouw bij. Op het middendeel van het plein is een speelplek voor kinderen met vijver en sculpturen. In 1997 is het kunstwerk 'Zwanen' van Titia Ex geplaatst.
Het Delflandplein vormt het middelpunt van de Delflandpleinbuurt, die aanvankelijk Tuinstad Westlandgracht werd genoemd en waarvan de bouw begon in 1958. De straten in de Delflandpleinbuurt zijn genoemd naar plaatsen in het Delfland. De buurt wordt begrensd door de Slotervaart, Westlandgracht, Henk Sneevlietweg en Ringspoordijk. Sinds enige jaren vindt stedelijke vernieuwing plaats, waarbij de oorspronkelijke bebouwing van rond 1960 gedeeltelijk door nieuwbouw wordt vervangen.
In de buurt is er openbaar vervoer op de Heemstedestraat: tramlijn 2 (halte Delflandlaan) en op de Vlaardingenlaan: buslijn 62 (halte Maassluisstraat). Beide wegen lopen niet direct langs het plein.